# Konrad Greve
Konrad Greve, född 1820, död 1851, var en tysk-finsk musiker.
Greve verkade från 1842 i Åbo som violinist, dirigent och kompositör, bland annat vid Musikaliska sällskapet 1843-1846. Förutom småstycken skrev Greve en stråkkvartett, musiken till Sommarnatten, En Nylands dragon, Ur livets strid och Den bergtagna. Efter uppförande av sistnämnda stycke i Helsingfors 1850 betraktades Greve som en av Finlands främsta tonsättare. Större delen av hans kompositioner har gått förlorade.